# Trichesthes maximus
Trichesthes maximus är en skalbaggsart som beskrevs av Bates 1888. Trichesthes maximus ingår i släktet Trichesthes och familjen Melolonthidae. Inga underarter finns listade i Catalogue of Life.